# Kaltisbäcken
Kaltisbäcken är ett naturreservat i Jokkmokks kommun i Norrbottens län.
Området är naturskyddat sedan 1997 och är 3,2 kvadratkilometer stort. Reservatet omfattar Kaltisbäcken med sin dalgång. Reservatet består av granskogar, hällmarkstallskogar och tallhedar. 